# Gulfstream Park
Gulfstream Park är en hästkapplöpningsbana och kasinokomplex i Hallandale Beach i Florida som öppnades den 1 februari 1939. Banan arrangerar sitt årliga meeting mellan december och oktober, och det är en av de viktigaste hästkapplöpningsbanorna i USA.

## Historia
Gulfstream Park invigdes den 1 februari 1939 med ett fyradagarsmeeting. Meetinget lockade en publik på 18 000 personer. 1944 återinvigdes banan av James Donn Sr. med ett 20 dagars meeting i december.
1952 byggdes ett klubbhus på banan, och huvudläktaren byggdes ut. 1959 hölls de första galopplöpen på gräsbana på Gulfstream Park. 1961 byggdes klubbhuset ut, och världens då största totalisator installerades.
2004 gjordes en omfattade renovering av huvudläktaren och klubbhuset. Enarmade banditer tilläts även i anslutning till banan, vilket skulle leda till att senare bygga ett kasino.
Gulfstream Park har även använts för konserter av ett flertal olika artister och grupper. Banan var även värd för Miami Pop Festival den 28–30 december 1968, där ett trettiotal olika band och artister uppträdde, bland annat Grateful Dead. Arrangemanget var den första stora musikfestivalen på USA:s östkust.

## Baninfo
Dirttrackbanan har en banlängd på 1+1⁄8 miles (1 811 m), medan gräsbanan är 1 mile (1 609 m). Banans läktare har sittplatser för 16 627 besökare. Ett nytt artificiellt underlag ska läggas på dirttrackbanan under sommaren 2021.

## Större löp
Gulfstream Park arrangerar flera stora löp. De största är Grupp 1-löpen Florida Derby, som har körts sedan 1952, samt Pegasus World Cup och Pegasus World Cup Turf.